# Vanádio
Vanádio (homenagem a deusa Vanadis) é um elemento químico, símbolo V, número atômico 23 (23 prótons e 23 elétrons) de massa atómica 50,94 u que, nas condições ambientes, é encontrado no estado sólido.
Foi descoberto pelo mineralogista espanhol Andrés Manuel del Río, no México, em 1801, num mineral de chumbo. Em 1830, o sueco Nils Gabriel Sefström descobriu o elemento num óxido que encontrou enquanto trabalhava numa mina de ferro e deu-lhe o nome pelo qual é conhecido atualmente.
Está situado no grupo 5 (anteriormente denominado 5B) da tabela periódica dos elementos. É um metal dúctil, macio e apesar de ser bem mais abundante que o cobre, com uma abundância crustal de 160 ppm, forma poucos minerais. A razão do vanádio formar tão poucos minerais reside no facto de o ion (ion) V3+ ser geoquimicamente semelhante ao ion Fe3+, um ion abundante e constituinte de muitos minerais. Assim, o ion V3+ geralmente substitui o Fe3+ nos minerais (notavelmente na magnetita) em lugar de formar os seus próprios minerais. É, ainda assim, encontrado em diversos minerais, e é empregado principalmente em algumas ligas metálicas.

## Características principais

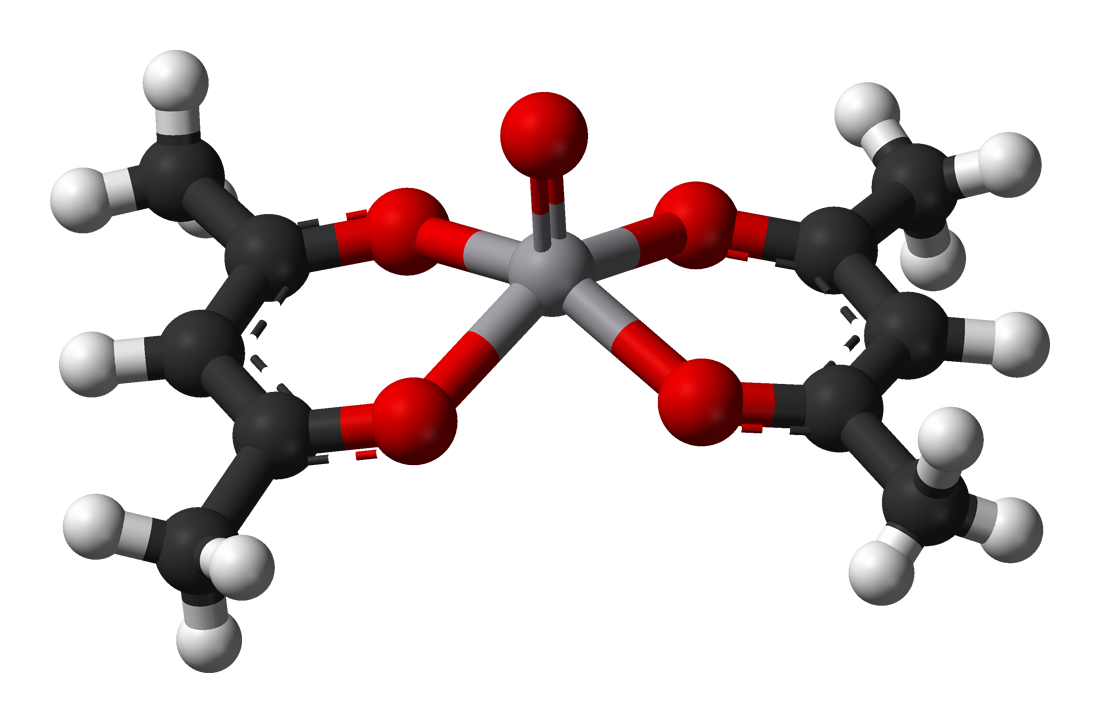
estrutura quimica do Vanádio em 3D

O vanádio é um metal de transição mole, dúctil de cor cinzenta e brilhante. Apresenta alta resistência ao ataque das bases, ao ácido sulfúrico (H2SO4) e ao ácido clorídrico (HCl). É obtido a partir de diversos minerais, até do petróleo. Também pode ser obtido da recuperação do óxido de vanádio em pó procedente de processos de combustão. Tem algumas aplicações nucleares devido a sua baixa captura de nêutrons. É um elemento químico essencial em alguns seres vivos, embora não seja conhecida exatamente a sua função. Nos seus compostos apresenta estados de oxidação +2, +3, +4 e +5.

## Aplicações
Aproximadamente 80% do vanádio produzido é empregado como ferrovanádio ou como aditivo em aço.
- É usado para a produção de aços inoxidáveis para instrumentos cirúrgicos e ferramentas, em aços resistentes a corrosão e, misturado com alumínio em ligas de titânio, é empregado em motores a reação. Também, em aços, empregados em eixos de rodas, engrenagens e outros componentes críticos.
- É um importante estabilizador de carbetos na fabricação de aços.
- Emprega-se em alguns componentes de reatores nucleares.
- Forma parte de alguns imãs supercondutores.
- Alguns compostos de vanádio são utilizados como catalisadores na produção de anidrido maleico e ácido sulfúrico. É muito usado o pentóxido de vanádio, V2O5, empregado em cerâmicas.V. Os óxidos mistos de vanádio são utilizados como catalisadores para a produção de ácido acrílico a partir de propano, propileno ou acroleína.[1][2][3][4]

## História
O vanádio (da deusa da beleza na mitologia Escandinava "Vanadis" devido à coloração de seus compostos), foi descoberto, em princípio, por um mineralogista espanhol Andrés Manuel del Río, no México, em 1801, num mineral de chumbo. Primeiro denominou de "pancromo", devido à semelhança de sua cores com as do crômio, depois de "eritrônio" devido à coloração de seus sais (tornavam-se vermelhos quando aquecidos).
Entretanto, o químico Francês Hippolyte Victor Collet-Descotils questionou a descoberta alegando que o obtido tratava-se realmente do crômio impuro, provocando a retratação de Andrés Manuel del Río.
Em 1830, o sueco Nils Gabriel Sefström descobriu o elemento num óxido que encontrou enquanto trabalhava numa mina de ferro e deu-lhe o nome pelo qual é conhecido atualmente. Mais tarde, em 1831, Friedrich Woehler concluiu que este elemento se tratava do mesmo elemento descoberto em 1801 por Andrés Manuel del Rio.
O vanádio metálico foi obtido em 1867 por Henry Enfield Roscoe, mediante a redução do tricloreto de vanádio, VCl3, com hidrogênio.

## Compostos
- Apresenta vários estados de oxidação, com diferentes colorações. Mediante uma experiência simples é possível apreciar a reação:

Partindo-se de vanadato de amônio (NH4VO4), e empregando-se zinco metálico, em meio ácido, produzem-se as seguintes reações:
[VO2(H2O)4]+ (amarelo) → [VO(H2O)5]2+ (azul) → [V(H2O)6]3+ (verde) → [V(H2O)6]2+ (violeta)
- O pentóxido de vanádio, V2O5, que é obtido como sólido pulverizado de coloração alaranjada, é um agente oxidante, e é empregado como catalisador, na indústria de corantes como mordente e na produção de anilina negra.
- A unidade vanadila, VO2+, na qual o vanádio apresenta estado de oxidação +4, com ligação V-O dupla, pode ser encontrado em diversos complexos de vanádio, geralmente com quatro ligantes formando una pirâmide de base quadrada.
- O vanadato de ítrio, YVO
4

, é um composto empregado como material de base para materiais fluorescentes em lâmpadas, polarizadores e monitores.
- O vanadato de bismuto, BiVO
4

, é largamente empregado como pigmento amarelo-vivo para tintas.
- Decavanadato de sódio,  Na
6V
10O
24

, é um notável composto homopolimetalato de cor laranja intensa.
- Sulfato de vanadila, VOSO
4.xH
2O

, de cor azul-escura, é um importante composto de partida para preparar outros compostos de vanádio.
- Ao ser tratado com peróxido de hidrogênio em meio ácido, qualquer composto solúvel de vanádio irá gerar uma cor vermelha intensa seguida de efervescência na solução devido à liberação de gás oxigênio. Isto se deve ao fato do vanádio, no estado +5, formar um peroxocomplexo relativamente instável de estrutura [VO(O
2)(H
2O)
3]+

. Esta reação é muito característica do vanádio e serve como uma forma de identificá-lo em amostras (o titânio dá uma reação semelhante, mas o seu complexo é laranja e muito estável, não há efervescência). Em meio básico, ele também forma um complexo peroxo ainda menos estável, de cor amarela e estrutura [V(O
2)
4]3–
.

## Papel biológico
O vanádio é um elemento essencial em alguns organismos. Em humanos não está demonstrada a sua essencialidade, ainda que existam compostos de vanádio que imitam e potencializam a atividade da insulina.
É encontrado em algumas enzimas de diferentes seres vivos. Por exemplo, nas "haloperoxidases" (geralmente bromoperoxidases) de algumas algas, que reduzem peróxidos e halogenam um substrato orgânico.
As ascídias (alguns organismos marítimos urocordados, do subfilo urochordata) armazenam altas concentrações de vanádio, em torno de um milhão de vezes mais altas que na água ao seu redor, encontrando-se numa molécula denominada "hemovanadina". Nestes organismos o vanádio se armazena em células chamadas de "vanadócitos".
Também acumulam altas concentrações de vanádio o fungo Amanita muscaria. Forma-se um complexo com um ligante ionóforo chamado "amavadina".

## Abundância e obtenção

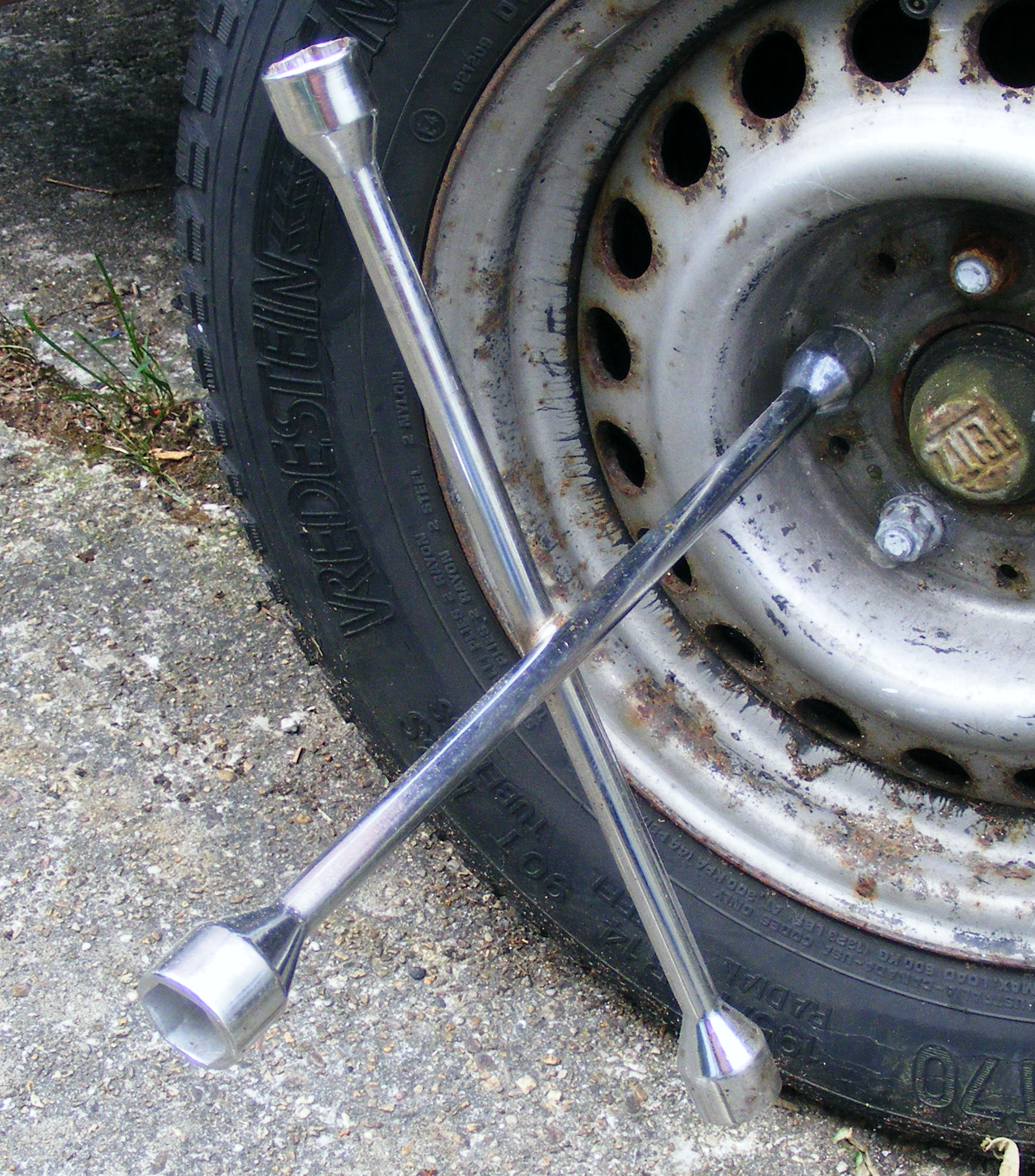
O Vanádio é amplamente utilizado na fabricação de ferramentas, como a chave de roda dessa fotografia.

O vanádio nunca é encontrado no estado nativo, porém está presente em cerca de 65 minerais diferentes, entre os quais se destacam a patronita, VS4, a vanadinita, Pb5(VO4)3Cl, e a carnotita, K2(UO2)2(VO4)2·3H2O. Também é encontrado na bauxita, assim como em depósitos que contém carbono, como por exemplo no carvão, óleos crus de petróleo. É extraído do petróleo empregando porfirinas. É encontrado também em minérios de ferro, rochas vulcânicas e argilominerais. 
A maior parte das reservas mundiais, cerca de 10 milhões de toneladas, encontram-se na Rússia, China e África do Sul. No Brasil, foi descoberta uma jazida com 23 milhões de toneladas do minério, localizada em Maracás (BA), onde iniciaram a comercialização do Pentoxo de Vanádio - V2O5 - em setembro/2014. 
Os minérios que contém vanadatos são dissolvidos por uma fusão alcalina. Em meio ácido, após outros processos, é obtido o V2O5 que, reduzido parcialmente com carbono e, em seguida com cálcio em atmosfera de argônio, o que permite obter vanádio metálico.
Quando se parte de um mineral que não contenha vanadatos, porém contém sulfeto deste elemento, este é oxidado a vanadato e, posteriormente, realizam-se os mesmos procedimentos descritos para a obtenção do vanádio.
O método mais comum de obtenção do vanádio é pela redução do pentóxido de vanádio, V2O5, e oxidação do cálcio usando cloreto de cálcio como fundente a uma temperatura de 950 °C em bomba de aço, sob pressão.
{\displaystyle {\ce {V2O5 + 5 Ca + 5 CaCl2 -> 2 V + 5 CaO + 5 CaCl2}}}
Para a obtenção do vanádio, pode-se também utilizar a aluminotermia, que consiste em aquecer o óxido misturado com alumínio em pó:
{\displaystyle {\ce {3 V2O5 + 10 Al -> 6 V + 5 Al2O3}}}
Para a obtenção de vanádio mais puro, pode-se empregar também o método Van Arkel-de Boer, que consiste na formação de um composto mais volátil para posterior decomposição.
| 1. | China          | 54,00 |
| 2. | Rússia         | 18,40 |
| 3. | África do Sul  | 8,03  |
| 4. | Brasil         | 5,94  |
| 5. | Estados Unidos | 0,46  |

Fonte: USGS.

## Isótopos
Na natureza se encontra um único isótopo estável, o vanádio-51. São conhecidos quinze radioisótopos, sendo os mais estáveis o vanádio-50, com uma meia-vida de 1,4 x 1017 anos, o vanádio-49, de 330 dias, e o vanádio-48, de 15,9735 dias. Os demais apresentam vidas médias de menos de uma hora, a maioria com menos de dez segundos. Este elemento apresenta um meta estado.
As massas atômicas dos isótopos de vanádio variam desde 43,981 u, do vanádio-43, até 59,959 u do vanádio-59. O principal modo de decaimento dos isótopos de massas abaixo do isótopo mais estável, vanádio-51, é a captura eletrônica, sendo os principais produtos do decaimento os isótopos do elemento 22 (titânio). Naqueles com massa superior ao vanádio-51, o decaimento é a desintegração beta, originando como principais produtos resultantes do decaimento os isótopos do elemento 24, o crômio.

## Precauções
O pó metálico é pirofórico e a exposição prolongada ou a absorção em grandes quantidades de seus compostos pode causar mal estar, enjoo, coriza, dor de cabeça e dores no corpo, além de deixar a língua da pessoa contaminada com a coloração azul. O vanádio absorvido é excretado através da urina em um período de até 72 horas. Não há evidências ou estudos científicos que liguem o vanádio a casos de câncer de pulmão ou qualquer outro tipo de câncer.
A Administração de Segurança e Saúde Ocupacional americana (OSHA) tem estabelecido um limite de exposição para o pó de pentóxido de vanádio de 0,05 mg/m³ e de 0,1 mg/m³ para o gás de pentóxido de vanádio no ar do local de trabalho para uma jornada de 8 horas, 40 horas semanais. O Instituto Nacional de Saúde e Segurança Ocupacional americano (NIOSH) recomenda que um nível de 35 mg/m³ de vanádio deve ser considerado perigoso para a saúde, pois pode causar problemas permanentes de saúde ou morte.